# لي هارت
لي هارت (بالإنجليزية: Leigh Hart)‏ هو مقدم برامج إذاعية نيوزيلندي، ولد في 20 يوليو 1970 في غرايموث في نيوزيلندا.